# Kaikō
Le ROV Kaikō était un véhicule sous-marin téléguidé de recherche océanographique japonais exploité par la Japan Agency for Marine-Earth Science and Technology (JAMSTEC) entre 1995 et 2003.
Il s’agissait du premier et unique ROV de 11.000 mètres au monde. Après la perte du véhicule lors de l'accident du 29 mai 2003, pour le remplacer, le Kaikō 7000 a été développé puis transformé en Kaikō 7000-II et Kaikō Mk-IV .

## Historique
Le ROV se compose de deux parties, le lanceur et le véhicule. Entre 1995 et 2003, ce premier Kaikō a effectué plus de 250 plongées, rassemblant 350 espèces biologiques (dont 180 bactéries différentes), qui pourrait s’avérer utile dans les applications médicales et industrielles. Le 29 mai 2003, Kaikō a été perdu en mer au large des côtes de l’île de Shikoku pendant le typhon Chan-Hom, lorsqu'un câble secondaire le reliant à son lanceur s'est rompu. 

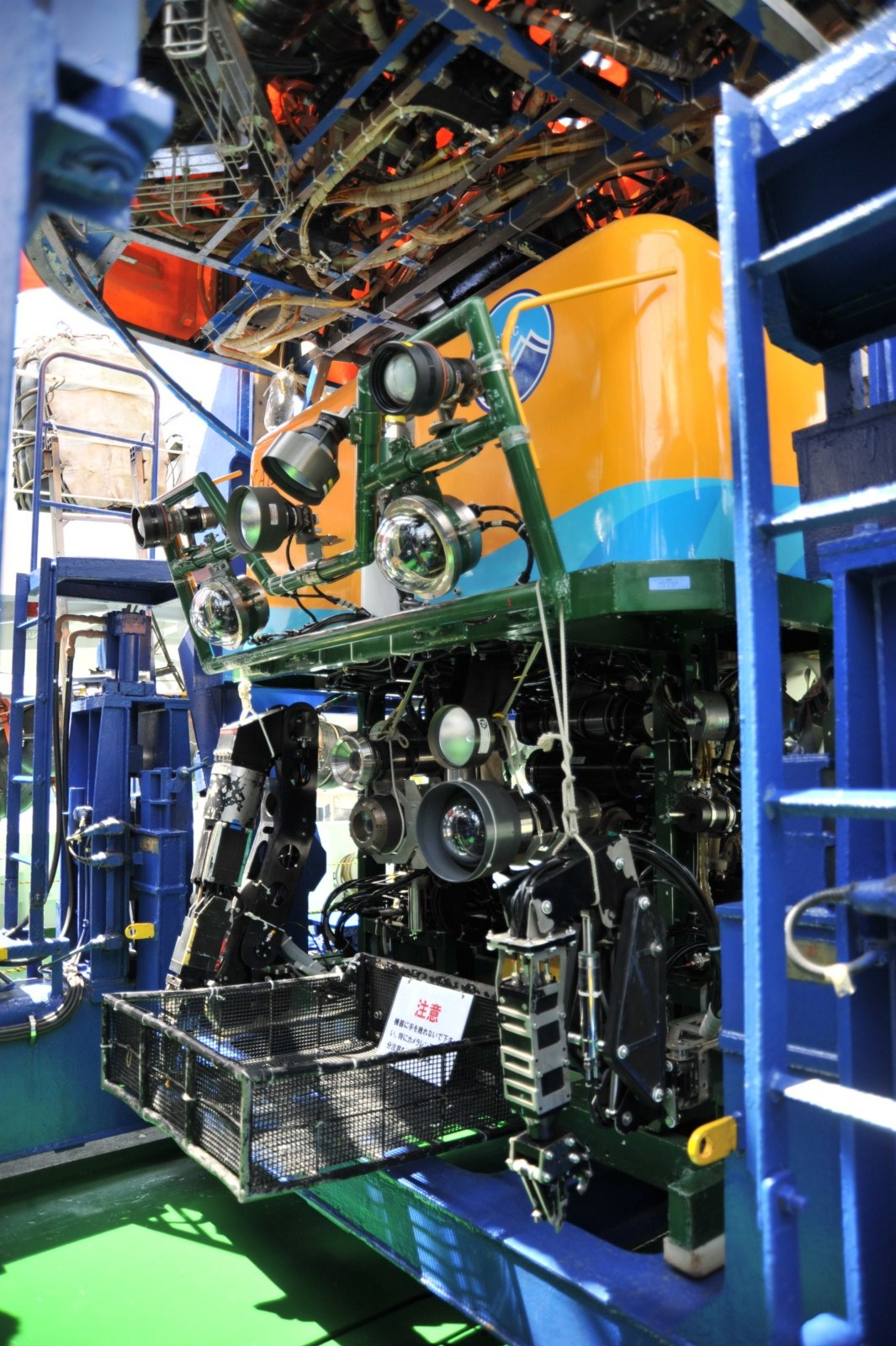
ROV Kaiko 7000

Le véhicule Kaikō a été mis à niveau plusieurs fois, Kaikō 7000, Kaikō 7000-II et le quatrième actuel Kaikō Mk-IV (2013). Durant cette période, des chercheurs de JAMSTEC ont commencé les essais en mer d'un ROV de remplacement permanent, ABISMO (en) (Automatic Bottom Inspection and Sampling Mobile). ABISMO est actuellement l’un des trois ROV jusqu’à 11.000 mètres (les deux autres étant Nereus de l'Institut océanographique de Woods Hole , et Deepsea Challenger, piloté par James Cameron).

## Challenger Deep
En mars 1995, Kaikō est devenu le deuxième engin à atteindre le fond du Challenger Deep, dans la Fosse des Mariannes, et le premier à visiter ce lieu depuis la mission du Trieste. La profondeur maximale mesurée sur cette plongée était de 10 911,4 mètres, ce qui correspond à la plongée la plus profonde pour un submersible sans équipage à ce jour. Le 31 mai 2009, Nereus est devenu le troisième engin à visiter le fond du Challenger Deep, atteignant une profondeur maximale enregistrée de 10 902 mètres.